# NetWare
NetWare ist ein 1983 erschienenes und seit 2010 nicht mehr weiterentwickeltes proprietäres Betriebssystem von Novell zum Bereitstellen von Dateisystemen, Druckern und Verzeichnisdiensten in einem Rechnernetz.
Es unterscheidet sich von anderen Betriebssystemen für Mikrocomputer dadurch, dass es nicht als Betriebssystem eines Personal Computers gedacht ist. Selbst seine Verwaltung kann ausschließlich über das Netzwerk erfolgen. Zur Verwaltung und Nutzung von NetWare werden auf den anderen Computern im Netzwerk entsprechende Clients installiert.
NetWare war Anfang/Mitte der 1980er Jahre neben Unix eine der wenigen Möglichkeiten, um x86-basierte PCs zu vernetzen, Dateien über zentrale Verzeichnisse auszutauschen und Drucker gemeinsam zu verwenden.
Es bot damals schon eine leistungsfähige Rechteverwaltung, die ab NetWare 4.0 mit der NDS (NetWare Directory Services, später umbenannt in Novell Directory Services) zu einem hochskalierbaren verteilten Verzeichnisdienst erweitert wurde. Novell entkoppelte die NDS später von NetWare und vertreibt sie seitdem auch als eDirectory für verschiedene Plattformen.
NetWare setzte zu Beginn auf das eigene IPX/SPX als Netzwerkprotokoll, das in der Konfiguration einfacher und in Bezug auf Datendurchsatz in lokalen Netzwerken viel leistungsfähiger als TCP/IP ist. Als jedoch mit dem Internet die Bedeutung von TCP/IP wuchs, unterstützte NetWare ab Version 3 das IP-Routing. Bei den NetWare-Versionen 3.x und 4.x konnte über TCP/IP noch nicht auf die File- und Printservices von NetWare zugegriffen werden, dies war erst ab Version 4.11 möglich. Mit NetWare 5 wurde TCP/IP schließlich zum Standardprotokoll für NetWare.
Seine in den 1980er und 1990er Jahren bestehende Marktführerschaft bei PC-basierten Netzwerken hat NetWare seit den 1990er-Jahren stetig verloren. Die generelle Unterstützung für NetWare durch Novell endete im März 2010.

## NetWare Client
Zur Kommunikation zwischen Servern und Clients dient(e) das sogenannte NetWare Core Protocol (NCP). Um über dieses Protokoll auf einen Server zuzugreifen, benötigt der PC einen NetWare-Client.
Durch die Verbreitung von Windows als PC-System hat das SMB-Protokoll (Server Message Block) bzw. dessen Nachfolger CIFS (Common Internet FileSystem) an Bedeutung gewonnen. Es ist für den Zugriff auf Windows-Server standardmäßig in allen Windows-Betriebssystemen enthalten.
Nach Meinung der Kunden zeichnet sich der NetWare-Client für DOS selbst heute noch durch Einfachheit in der Handhabung aus. Der Client kann, unter Zuhilfenahme der für DOS gebräuchlichen Speicherverwaltungstechniken, weitestgehend in den hohen Speicherbereich (HMA) verlegt werden und belegt so nur minimalen Platz im knapp bemessenen konventionellen Speicher.
NetWare unterstützt ab Version 3.11 in einem Bundle mit dem Gateway-Produkt die Protokolle Network File System (NFS) und Apple Filing Protocol (AFP), spätestens ab NetWare 5.1 im Enhancement Pack auch CIFS zur Kommunikation mit Windows-Rechnern, Unix-Derivaten bzw. (älteren) Macintosh-Rechnern. Dadurch wird meistens kein NetWare-Client mehr benötigt.
Novell Open Enterprise Server (OES) nutzt wahlweise eine NetWare 6.5 ab Support Pack 3 oder einen SUSE Linux Enterprise Server 9 ab Support Pack 3 als Betriebssystem. Novell Open Enterprise Server 2 (OES2) nutzt wahlweise eine NetWare 6.5 ab Support Pack 5 oder einen SUSE Linux Enterprise Server 10 ab Support Pack 1 als Betriebssystem. Es wurde den Kunden ein Migrationsweg ihrer benötigten Dienste angeboten. Viele der bisherigen Dienste laufen auf der Linux-Basis schneller.
Neuere Dienste und Produkte von Novell wie iFolder, Mono (wird jetzt von Xamarin entwickelt) sind auf Linux entwickelt, wurden auf Windows und Mac OS X übertragen, nicht aber auf NetWare.